# Trithyris
Trithyris és un gènere d'arnes de la família Crambidae.

## Taxonomia
- Trithyris aethiopicalis Ghesquière, 1942
- Trithyris flavifimbria Dognin, 1905
- Trithyris janualis Lederer, 1863